# Jean Dupuy

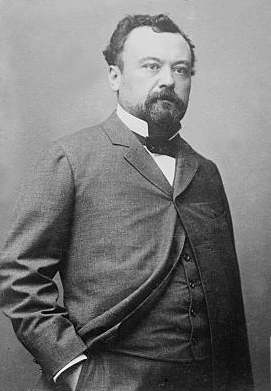
Jean Dupuy, 1914.

Jean Dupuy, född 1 oktober 1844, död 31 december 1919, var en fransk politiker och journalist. Han var far till Paul Jacques Dupuy.
Dupuy blev 1886 direktör för tidningen Le siècle, och var 1888–1919 direktör för Le petit parisien, som under hans ledning drevs fram till en av Frankrikes och Europas mest lästa tidningar. Från 1897 var han ordförande i det parisiska pressyndikatet och utövade som sådan stort inflytande. År 1891 blev Dupuy senator, som republikans radikal och ständigt återvald. Han spelade i senaten en betydande roll, särskilt inom marin- och finansutskotten. Dupuy var jordbruksminister 1899–1902 i Pierre Waldeck-Rousseaus regering och handelsminister 1909–1911 i Aristide Briands regering och var minister för offentliga arbeten 1912–1913 i Raymond Poincarés regering. Åren 1913–1914 var han en av senatens vicepresidenter och i juni 1914 medlem i Alexandre Ribots kortvariga regering. Under första världskriget var han 1915 medlem av senatens utrikesutskott, var 1917 minister utan portfölj i Paul Painlevés regering samt medlem av krigskommittén.